# Durance (fiume)
La Durance (in occitano Durença, in latino Druentia, in italiano storico Druenza) è un fiume lungo 323,5 km  del sud-est della Francia. La sua fonte è situata sul monte Chenaillet (a 2.634 metri sul livello del mare), nel dipartimento delle Alte Alpi, vicino alla frontiera italiana; si getta nel Rodano, alcuni chilometri a sud di Avignone, nel dipartimento della Vaucluse.

## Storia

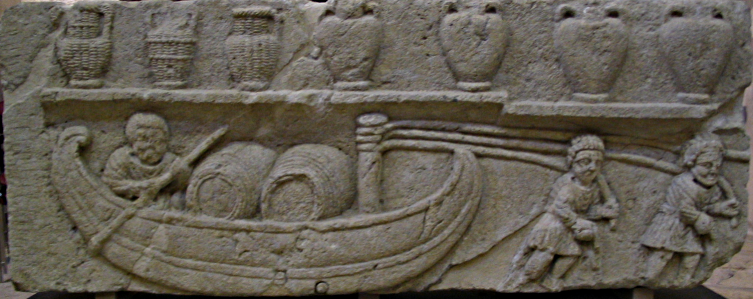
Bassorilievo d'epoca gallo-romana: commercio di vino sulla Durance (Cabrières-d'Aigues)

Nell'antichità, si riteneva che la Durance fosse difficilmente navigabile, a causa delle sue acque tumultuose e della larghezza del suo letto, oggi considerevolmente ridotta per la retenue di Serre-Ponçon e del prelievo di un canale, il canale della Durance, sul suo corso.
In epoca preromana, serviva soprattutto come frontiera tra due differenti popoli stabiliti lungo il suo letto, come i Galli Cavari (Cavaillon) e la tribù ligure dei Salluvi, detti anche Salii (Bocche del Rodano). Delle chiatte dovevano permettere di attraversarla, soprattutto all'altezza di Pertuis, città il cui nome, che tradotto significa "stretto di mare" o, una volta, "pertugio", conserva il ricordo di questa funzione.
Secondo lo storico romano Tito Livio (autore di Ab Urbe Condita) questo fiume venne attraversato da Annibale e dal suo esercito prima di valicare le Alpi. Dal XII al XIX secolo il fiume fu impiegato per la fluitazione di legname.

## Percorso
Fino al Lago di Serre-Ponçon la Durance scorre in una valle più o meno larga attorniata da alte montagne e chiamata Briançonnais. È un fiume alpino a regime nivale con delle grandi portate in giugno e delle magre in estate.
Scendendo da Montgenèvre riceve le acque della Clarée; attraversa Briançon e riceve la Guisane. Dirigendosi allora verso sud riceve le acque della Gyronde (torrente che scende dal massiccio des Écrins) e del Guil; e poi si getta nel Lago di Serre-Ponçon un po' a valle di Embrun. Il fiume Ubaye si congiunge con la Durance direttamente attraverso il lago.
Dopo il lago il paesaggio cambia radicalmente perché le montagne lasciano il posto a degli altopiani. Nei pressi di Sisteron riceve il Buëch e con esso tanti altri affluenti minori. Nell'ultima parte del suo percorso la Durance scorre in una grande piana alluvionale di vari chilometri di larghezza (5 km a Manosque). Riceve le acque della Bléone nei pressi di Les Mées, l'Asse qualche chilometro a sud di Oraison e il Verdon nei pressi di Vinon-sur-Verdon. Dopo il Verdon non riceve più altri affluenti importanti.

## Principali città attraversate
Il fiume attraversa più dipartimenti e funge da confine per un certo tratto fra quello di Alte Alpi e Alpi dell'Alta Provenza, quindi fra Vaucluse e Bocche del Rodano e poi tra Vaucluse e Var (1 km). 
Di seguito sono elencati i dipartimenti e le principali città attraversate:
- Alte Alpi (05): Brianzone, Embrun;
- Alpi dell'Alta Provenza (04): Sisteron, Château-Arnoux-Saint-Auban;
- Var (83)
- Bocche del Rodano (13)
- Vaucluse (84): Pertuis, Cadenet, Cavaillon, Avignone.

## Principali affluenti

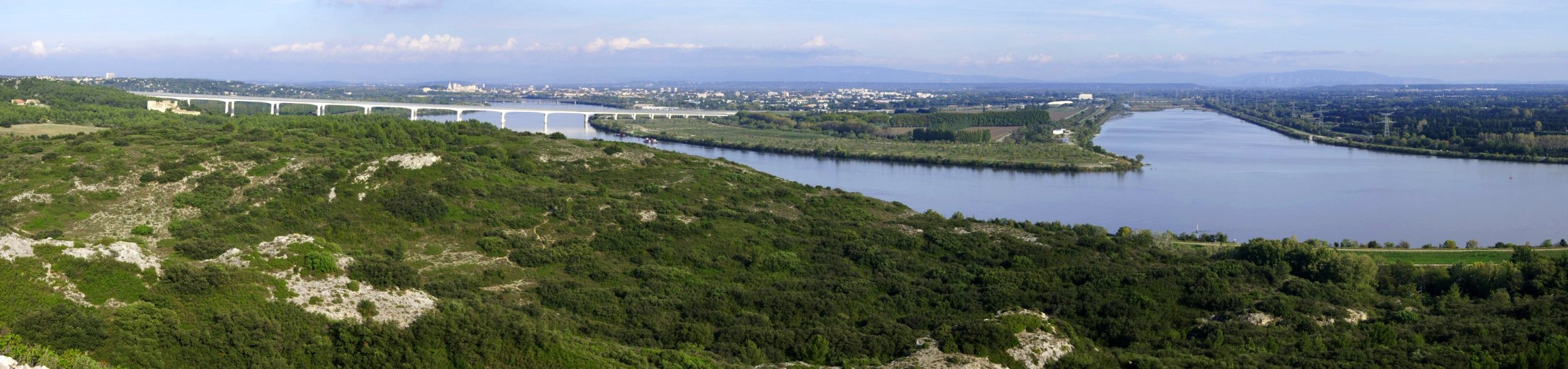
Confluenza della Durance e del Rodano.

- la Clarée (da destra rispetto alla direzione di scorrimento);
- la Guisane (da destra);
- la Cerveyrette (da sinistra);
- la Gyronde (da destra);
- la Biaysse (da destra);
- il Guil (da sinistra);
- l'Ubaye (da sinistra);
- l'Avance (da destra);
- la Luye (da destra);
- il Rousine (da destra);
- il Buëch (da destra);
- il Vançon (da sinistra);
- la Bléone (da sinistra);
- l'Asse (da sinistra);
- il Verdon (da sinistra);
- il Coulon (da destra).

## La Durance nella cultura di massa
- È citata nel sonetto numero 190 del Canzoniere (Petrarca) di Francesco Petrarca;
- È citata nelle opere di Adolphe Dumas, Paul Arène, Clovis Hugues e Élémir Bourges;
- Nel capitolo XXVI de Il conte di Montecristo di Alexandre Dumas è definita "uno dei tre flagelli della Provenza", insieme al Maestrale e al Parlamento.
- Henri Bosco, ne ha fatto un personaggio del suo romanzo L'Enfant et la rivière;
- Jean Giono, se ne serve nella sua geografia immaginaria della Provenza, trasformandola in un fiume; la sua opera Le Hussard sur le toit segue anche il corso della Durance;
- Ne hanno fatto oggetto di alcuni loro quadri i pittori Guigou, Monticelli, Victor Brauner
- Fa da cornice al film francese del 1958 L'Eau vive, di François Villiers.
- È citata spesso da Pierre Magnan nei suoi libri.